# Koszary w Tarnowskich Górach
Koszary w Tarnowskich Górach – kompleksy koszarowe znajdujące się na terenie garnizonu Tarnowskie Góry. 
Przed I wojną światową stacjonował w nich niemiecki 11 pułk jegrów konnych i 156 pułk piechoty; w okresie II Rzeczypospolitej pododdziały 3 pułku Ułanów Śląskich, a po II wojnie światowej jednostki artyleryjskie i chemiczne.

## Charakterystyka

### ul. Opolska
Kompleks koszarowy w Tarnowskich Górach przy ul. Opolskiej 30-36 zbudowany został przez Niemców na krótko przed wybuchem I wojny światowej. Do 1914 kwaterował w nich 11 pułk jegrów konnych

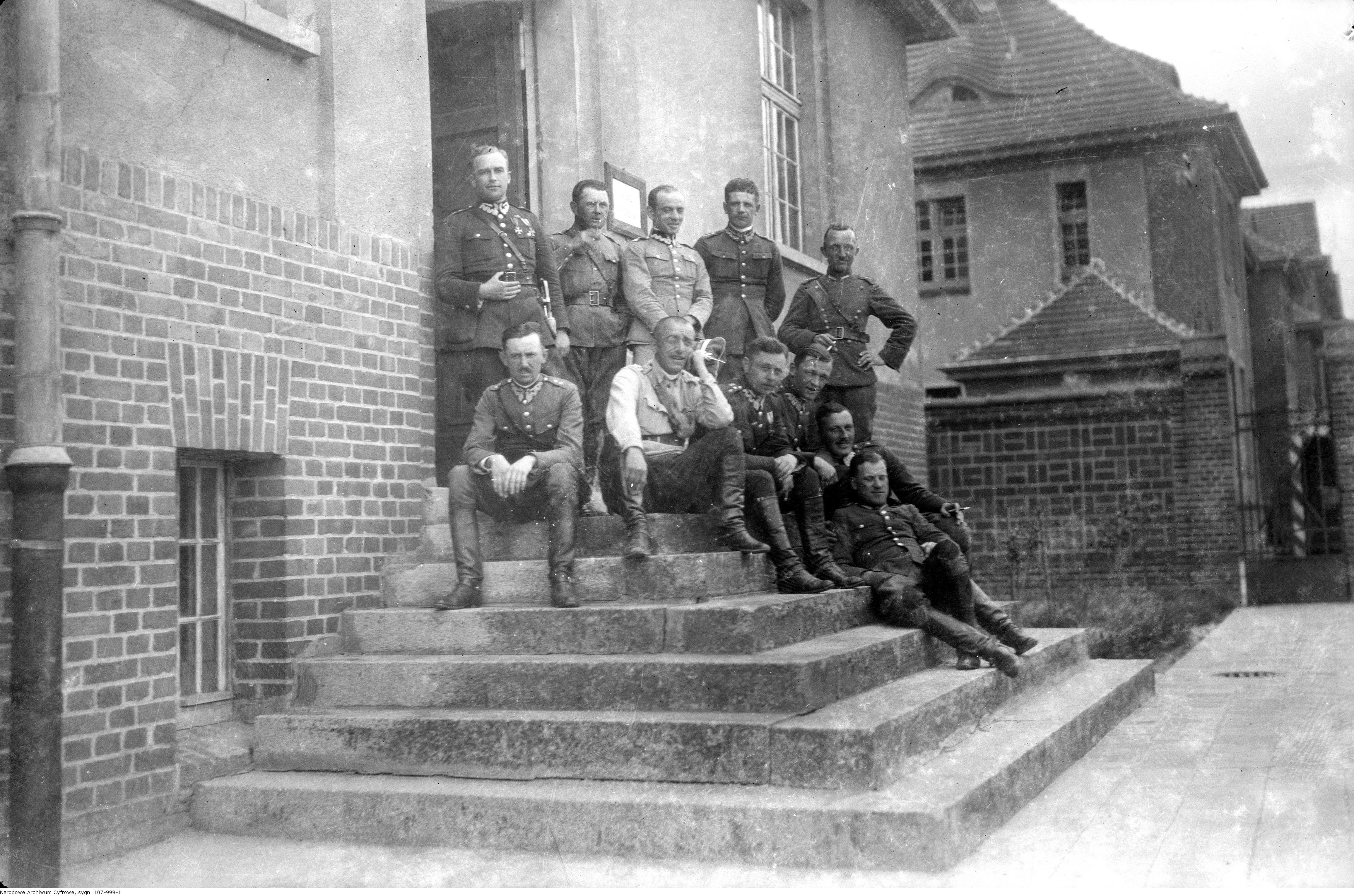
Oficerowie 3 puł. w koszarach w Tarnowskich Górach

Po odzyskaniu niepodległości, koszary przejęło Wojsko Polskie. 22 lipca 1922 Koszary Samosierskie przy ul. Opolskiej zajął powracający z Zaolzia 3 pułk ułanów „Dzieci Warszawy". W 1926 wydzielono z pułku 3 szwadron i skierowano go do Koszar Obertyńskich w Pszczynie.
Po II wojnie światowej do koszar wróciło Wojsko Polskie. Pojemność oceniono na 600 ludzi, 800 koni, 20 wozów i 20 samochodów, a w osiedlu przykoszarowym znajdowało się 10 mieszkań podoficerskich i 15 oficerskich.
Początkowo w koszarach zakwaterowano 10 dywizjon artylerii pancernej i 35 pułk piechoty. Od 1950 ich miejsce zajmowały jednostki artyleryjskie. W latach 1961–1989 stacjonował w nich 8 dywizjon rakiet taktycznych, a w latach 1969–1995 kwaterował tu 39 pułk artylerii. Od 1995 w koszarach rozmieszczone są pododdziały chemiczne: początkowo 5 batalion chemiczny, a od 2010 – 5 pułk chemiczny.
Pod względem ilościowym kompleks zabudowy koszar zachował się niemal w całości (2019). Co prawda powojenne przebudowy zatarły część cech zabytkowych bloków koszarowych, jednak szczególnie cennym pod względem architektonicznym jest kompleks ujeżdżalni i stajni (obecnie garaże), z zachowanymi częściowo żłobami. Budynek kasyna oficerskiego został sprzedany, a na skwerze u zbiegu ulic Opolskiej i Opatowickiej stoi pomnik artylerzystów.

### ul. Kościuszki

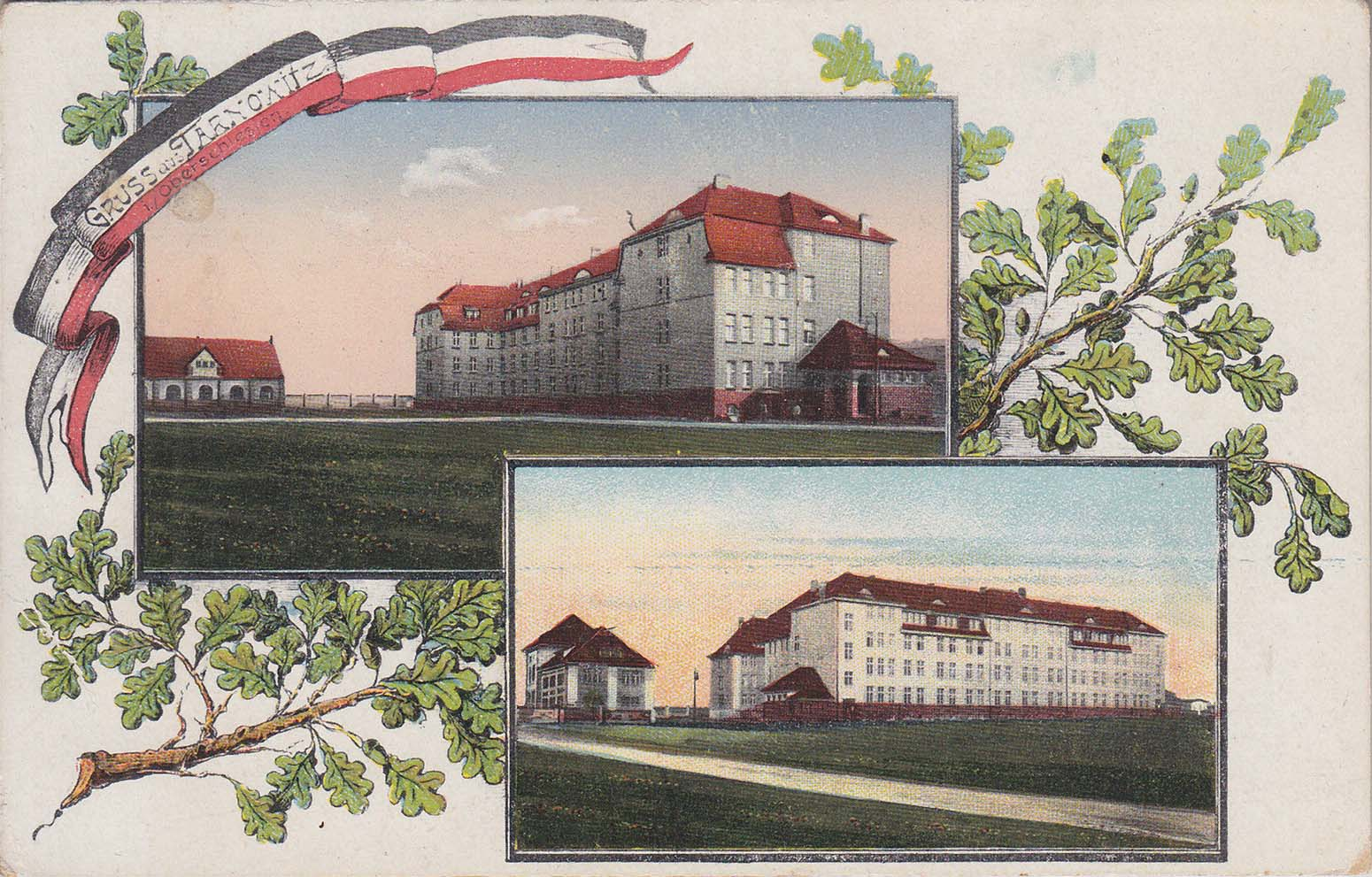
Koszary III/156 pułku piechoty przy ul. Kościuszki

Kolejny kompleks koszarowy wybudowany został przy ówczesnej ul. Helmuta Karla Bernharda von Moltke (współcześnie ul. Kościuszki) w latach 1913–1914 dla potrzeb III batalionu 156 pułku piechoty. Koszary tworzyły zwarty obszar ograniczony obecnymi ulicami: Kościuszki, Mickiewicza, Bohaterów Monte Cassino, zaś od wschodu otaczały je budynki urzędnicze przy ulicy Sienkiewicza. 

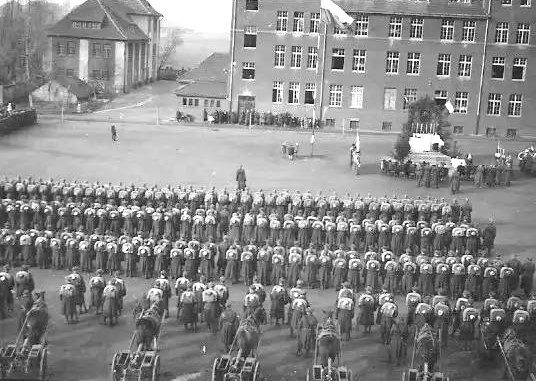
Święto 11 pułku piechoty; 1931

Wraz z przejęciem władzy nad miastem przez stronę polską 26 czerwca 1922, istniejące przy ul. Kościuszki koszary przejęte zostały przez 11 pułk piechoty.
Po II wojnie światowej na terenie koszar rozlokowane były: w latach 1945–1958 – 35 pułk piechoty, w latach 1958–1961 – 8 dywizjon artylerii rakietowej, w 1961–2001 – 12 pułk kolejowy.
W budynku dawnego kasyna oficerskiego przy ul. Kościuszki 9, a następnie w dawnym budynku sztabu 12 pułku kolejowego przy ul. Mickiewicza 27, mieściła się siedziba Wojskowej Komendy Uzupełnień.
W 2004 część dawnych budynków wojskowych (w tym m.in. brama wjazdowa na teren koszar wraz ze schronem obserwacyjnym z lat 20. XX wieku ) zostało wyburzonych pod budowę hipermarketu sieci Carrefour.